# Chair de poule (collection)
Pour les articles homonymes, voir Chair de poule (homonymie).
Chair de poule (Goosebumps) est une série américaine de livres à caractère fantastique et horrifique pour la jeunesse, écrite par R. L. Stine de juillet 1992 à décembre 1997 pour la collection originale qui comporte soixante-quatorze livres.
Divers spin-off de la collection toujours écrits par R. L. Stine ont paru par la suite. Ces romans à suspense destinés aux enfants et aux jeunes adolescents ont été publiés en France aux éditions Bayard Poche entre le 23 mars 1995 et le 13 novembre 2001 pour la série originale (soixante-quatorze livres). Cette collection de livres a connu un grand succès en France mais également dans le monde entier surtout auprès de la jeunesse, puisque 350 millions de livres traduits en trente-cinq langues ont été vendus, dont 15 millions d'exemplaires vendus en France.
Elle a donné naissance à une franchise et a connue plusieurs adaptations dont une série télévisée d'anthologie du même titre diffusée dans les années 1990 et composée d'épisodes retranscrivent plus ou moins fidèlement certains romans de la collection. Deux adaptations cinématographiques, Chair de poule, le film (2015) et Chair de poule 2 : Les Fantômes d'Halloween (2018), sont également sortie au cinéma. Une seconde série télévisée a été lancée en 2023. Parallèlement, d'autres projets reprenant l'univers de la franchise ont vu le jour dont des jeux vidéo ou encore une comédie musicale.

## Synopsis
Chaque livre raconte une histoire mettant en scène des enfants ou des adolescents confrontés à un phénomène étrange, effrayant, fantastique et horrifique. La frayeur et le suspense sont ainsi au rendez-vous chez les jeunes lecteurs sans toutefois rebuter leur sensibilité. Ces histoires reprennent en effet les principaux cauchemars des enfants comme les fantômes, momies, pantins possédés, miroirs maléfiques, loup-garou… tout en y mêlant amitié, découverte du courage, plaisir de l'imagination, etc.
Les héros ont toujours à peu près généralement l'âge des lecteurs, il y a ainsi souvent un principe d'identification. Quelques histoires ont une fin heureuse, mais beaucoup s'achèvent sur une fin "ouverte", où les protagonistes se retrouvent dans une situation périlleuse à la dernière page, voire se finissent mal. L'on n'assiste jamais directement à la mort des personnages principaux, cela dit, certains récits ont une fin assez triste : par exemple, le protagoniste peut se rendre compte qu'il est lui-même mort et fantôme.

## Développement

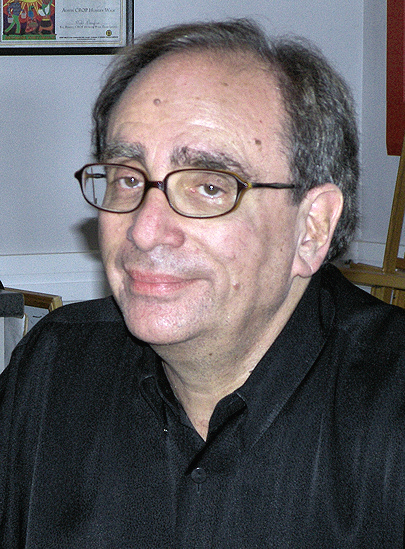
R. L. Stine, l'auteur de la série Chair de poule.

En 1968, R. L. Stine rencontre Jane Waldhorn qui deviendra par la suite sa femme. Ils décident ensemble de travailler sur des livres d'épouvante destinés à la jeunesse. Après plusieurs histoires à succès, Stine et sa femme créent leur propre maison d'édition Parachute Press au début des années 1980. Le succès planétaire de la série de livres Fear Street (apparu en France sous le nom Rue de la peur) en 1989 auprès des adolescents donnera envie à Stine d'écrire une nouvelle série d'horreur : Goosebumps (apparu en France sous le nom de Chair de poule) est né. C'est en effet dès 1992 qu'il commence à rédiger ces romans qui, très vite, vont connaître également un grand succès.
Stine va continuer la rédaction de ces livres jusqu'en 1997. Après soixante-deux livres édités, ne souhaitant pas mettre un point final à la série, il va en rédiger une nouvelle intitulée Goosebumps Series 2000 et composée de vingt-cinq romans, c'est-à-dire les Chair de poule du 3e millénaire, ceux d'une nouvelle génération. En parallèle de cette série, divers spin-off de la collection de livres sont sortis et continuent de l'être aujourd'hui, mais « très différents » de ce qu'étaient les précédentes séries. Après une pause de plusieurs années, Stine reprend la publication de livres de la série avec la série dérivée Chair de Poule Horrorland, et poursuit toujours l'écriture de nouveaux titres, à un rythme moins soutenu, à raison de deux nouveaux romans publiés par an environ.

## Structure et genre
La série Chair de poule relève de nombreux genres, mais principalement de l'horreur et thriller, bien que R. L. Stine caractérise la série comme des « livres effrayants qui peuvent aussi être drôles. » Chaque livre met en scène des enfants différents et des décors. Les protagonistes principaux appartiennent à la classe moyenne et peuvent être des hommes ou des femmes. Les protagonistes principaux d'une histoire de Chair de poule se trouvent souvent dans un endroit éloigné ou isolé des conventions sociétales typiques. Cela peut aller d'une banlieue confortable à un pensionnat, en passant par des villages étrangers ou des campings Les livres mettent généralement en scène des personnages qui viennent d'emménager dans un nouveau quartier ou qui sont envoyés chez des parents. Les livres de la série Chair de poule présentent des structures d'intrigue similaires avec des enfants impliqués dans des situations effrayantes. À son apogée, Stine était connu pour terminer ces histoires extrêmement rapidement, certaines ayant été écrites en seulement six jours. Les livres sont principalement écrits à la première personne narrative, et se concluent souvent par des retournements finaux. Ils contiennent de l'horreur surréaliste, avec des personnages rencontrant l'étrange et le surnaturel.

### Format et couverture
Les Chair de poule se présentent comme des romans, sans illustrations et divisés en plusieurs chapitres, donnant ainsi la sensation aux jeunes lecteurs d'évoluer dans leur lecture en abordant des livres semblables à ceux des adultes. La couverture reste néanmoins fidèle à la plupart des livres destinés à la jeunesse. On y joue avec les couleurs et les caractères pour attirer l'attention des lecteurs (vert dégoulinant, image attrayante en rapport avec le contenu du livre, etc.).
Les éditions françaises des livres Chair de poule portent les mentions : « À partir de 9-10 ans », « À partir de 9 ans », « À partir de 10 ans », ou « Danger, Frissons Garantis! » pour la première édition de 1995. Dans l'édition française également, chaque tome de la série possédait un « sous-titre » en jaune au-dessus du résumé qui annonce le thème principal du livre. En revanche, lors de la réédition récente des Chair de poule en France en 2001, ce « sous-titre » en jaune au-dessus du résumé disparaît. De 1995 à 2017 la série a connu cinq rééditions et maquettes différentes : la première (1995—1997) durant la publication des tomes 1—24, la deuxième de 1997 à 2000 (tomes 25—67), la troisième de 2001 (tomes 68—74) à 2010 (rééditions), la quatrième (2010—2016), et la cinquième (2017-2023). Notons qu'à chaque nouvelle maquette toute la collection déjà parue est rééditée dans son entièreté. Néanmoins le tome 65 de la série est, pour des raisons inconnues, le seul tome de la série à n'avoir jamais été réédité depuis sa première édition en 2000.
Les illustrations de la première de couverture dans les versions américaines sont davantage pensées dans l'horreur grotesque que celles des versions françaises, plus mystérieuses et effrayantes. Les dessinateurs principaux des couvertures françaises des Chair de Poule sont Jean-Michel Nicollet, Henri Galeron et Gerard Failly. D'autres dessinateurs ont également réalisé quelques couvertures, comme Jean-Philippe Chabot, Corrado Parrini (pour le tome 45) et Gerard Marié (pour la première édition du tome 27). Pour les éditions françaises des séries dérivées : Horrorland, Monsterland et Le Château de l'horreur, les couvertures américaines ont été conservées.
Dès le 27 Septembre 2023 les livres de la collection sont réédités avec de toutes nouvelles couvertures, dessinées par une nouvelle équipe d'illustrateurs, comprenant Servane Altermatt, Paul-Émile Boucher et Oriol Vidal. Pour l'occasion, certains des livres de la collection disposent d'un nouveau titre et voient également leur numérotation changer, mais le contenu reste sensiblement le même et les traductions originelles sont conservées.

### Version française
En France, c'est Bayard Poche qui va éditer la série Goosebumps dès 1995 sous le nom de Chair de poule. La série va également connaître du succès auprès des jeunes. Contrairement à la façon dont elle avait été publiée aux États-Unis, la deuxième série de vingt-cinq livres (Goosebumps 2000) ne fut pas distinguée et séparée par Bayard Poche en France de la première, sans doute pour donner plus d'amplitude à la collection et ainsi ne pas risquer que les lecteurs ne s'en détournent. La collection Chair de poule comporte plus de 74 volumes.

## Accueil et succès
Après la sortie du premier roman de la série, les livres sont rapidement devenus populaires, se vendant à un million d'exemplaires par mois peu après leur parution, et à quatre millions d'exemplaires par mois au milieu des années 1990. Des livres individuels de Chair de poule sont apparus dans la liste New York Times Best Seller pour enfants et la liste des best-sellers de USA Today,. En 2001, Publishers Weekly a répertorié 46 livres de la série dans sa liste des livres de poche pour enfants les plus vendus de tous les temps Chair de poule a été un best-seller dans de nombreux pays, dont les États-Unis, le Royaume-Uni, la France et l'Australie.
En 1996, la série de livres représentait près de 15 % du chiffre d'affaires annuel de Scholastic. À la suite du déclin des ventes de Chair de poule l'année suivante, les ventes de Scholastic avaient chuté de 40 %. Le déclin des ventes de livres Chair de poule a fait la une de la plupart des sections économiques des journaux, ce qui, selon Patrick Jones, « démontre l'impact et l'importance de R. L. Stine ». Un écrivain, semble-t-il, influence le destin de toute une entreprise.
En 2008, la série Chair de poule conserve une notoriété de 82 % chez les enfants de 7 à 12 ans. Elle est classée deuxième série de livres pour enfants les plus vendus de tous les temps, et comme la série de livres pour enfants la plus vendue par Scholastic de tous les temps. En 2014, selon Scholastic, 350 millions d'exemplaires des livres Chair de poule ont été traduits dans 32 langues dont le chinois, tchèque, espagnol, et hébreu. En 2008, la série de livres se vend à environ deux millions d'exemplaires par an.
Trois livres de la série Chair de poule ont remporté le Nickelodeon Kids' Choice Awards du livre préféré : L'Île des hommes-poissons en 1995 (la première année de la catégorie), le livre Tales to Give You Goosebumps en 1996 et L'Île des hommes-poissons II en 1998. En 2000, la série a été classée numéro deux des livres pour enfants par la National Education Association, selon le choix des enfants. En 2003, Chair de poule est classé au no 188 du sondage The Big Read de la BBC sur les « 200 romans les plus aimés » au Royaume-Uni.

## Produits dérivés

### Séries télévisée
Fort de son succès, la série de livres a donc été adaptée en série télévisée homonyme Chair de poule dans les années 1990. Soixante-quatorze épisodes en quatre saisons ont été tournés et chacun retranscrit plus ou moins fidèlement l'univers d'un des romans. Les héros sont également des enfants et des adolescents et il y a toujours chez les spectateurs un principe d'identification.
Diffusée entre autres sur YTV au Canada et sur France 2 en France, la série télévisée a également connu un franc succès en France et dans le monde entier. Le 4 février 2022 est annoncé officiellement une nouvelle série Chair de Poule qui est diffusée sur Hulu et Disney+ depuis 2023.

### Films
Chair de poule, le film réalisé par Rob Letterman, en tournage à partir d'avril 2014, est sorti en 2015. Il est suivi par Chair de poule 2 : Les Fantômes d'Halloween réalisé par Ari Sandel et sorti en octobre 2018.

### Jeux de société et de cartes
- Chair de poule : Terreur au cimetière (1995)[31]
- Chair de poule : Jeu de cartes (1997)[32]
- Chair de poule : Cool ghoul (1999)[33]

### Jeux vidéo
Deux jeux d'action-aventure tirés de la série ont été développés par DreamWorks Interactive LLC (aujourd'hui Danger Close Games) et un autre par Scholastic.
Il existe un jeu Chair de poule sur Android et iOS reprenant le même principe que les Five Nights at Freddy's. En plus, il existe deux jeux pour téléphone et tablette ainsi qu'un jeu pour Nintendo Switch inspiré du 2e film. Il existe également deux  sites web où il y a des jeux sur Chair de poule.